# Шоконен Нефмонтје
Шоконен Нефмонтје (фр. Chauconin-Neufmontiers) је насељено место у Француској у региону Париски регион, у департману Сена и Марна.
По подацима из 2011. године у општини је живело 2754 становника, а густина насељености је износила 158,37 становника/km².

## Демографија
| 1962. | 1968. | 1975. | 1982. | 1990. | 2011. |
| ----- | ----- | ----- | ----- | ----- | ----- |
| 368   | 337   | 658   | 824   | 1.489 | 2.754 |